# Easy to Love (Armin van Buuren & Matoma)
Easy to Love is een nummer van de Nederlandse dj Armin van Buuren en de Noorse dj Matoma uit 2023, ingezongen door de Amerikaanse zanger Teddy Swims.
"Easy to Love" bevat een hoopvolle boodschap voor iedereen die makkelijk verliefd geworden is. De stijl van het nummer is deephouse dat tegen de dancepop aanligt. Het nummer kwam in januari 2023 binnen op de 30e positie in de Nederlandse Tipparade.